# Naval Support Activity New Orleans
Activité de soutien naval à La Nouvelle-Orléans
Le Naval Support Activity New Orleans était une installation de la marine américaine jusqu'en septembre 2011. Pendant sa période de fonctionnement, c'était la plus grande installation militaire de l'Aire métropolitaine de La Nouvelle-Orléans. Il accueille aussi des activités pour les Forces armées des États-Unis et des agences fédérales.
Abritant près de 3.900 membres du personnel en service actif et 2.700 civils, l'installation s'étend sur les deux rives du fleuve Mississippi.
La NSA New Orleans abritait auparavant :
- Commandant, United States Navy Reserve
- Commandant, Réserve de l'armée de l'air navale
- Commandant, Centre du personnel de la Réserve navale
- Général commandant, United States Marine Corps Reserve

Général commandant, 4th Marine Aircraft Wing
Général commandant, 4e division des Marines
La base abritait auparavant le commandant du Commandement des forces de réserve de la marine, jusqu'au déménagement de ce commandement à la base navale de Norfolk, en Virginie, en mars 2009, conformément à la Commission de réalignement et de fermeture de la base (BRAC) de 2005. Le commandant de la Réserve de l'armée de l'air navale a été transféré à la base navale de Coronado/Naval Air Station North Island aux côtés du commandant de l'armée de l'air navale et le centre du personnel de la réserve navale a été supprimé et ses activités ont fusionné avec le Bureau of Naval Personnel (en)/Navy Personnel Command (BUPERS/NAVPERSCOM) à la Naval Support Activity Mid-South à Millington, au Tennessee.
Les organisations susmentionnées du Corps des Marines sont restées sur place à La Nouvelle-Orléans après la conversion du site militaire en un complexe de «ville fédérale».
Établie au début des années 1900, mais inactive pendant de longues périodes, l'installation renaît en 1939. Entre 1944 et 1966, la base est passée d'une station navale américaine au quartier général, activité de soutien, à la Nouvelle-Orléans. En 1966, l'armée, qui possédait la propriété sur la rive est du fleuve, a transféré la propriété à la marine, établissant ainsi le commandement connu sous le nom de Naval Support Activity New Orleans.
Le logement de base était limité à 300 unités. Les autres commodités comprennent une installation de cantonnement transitoire de 22 unités Navy Lodge , un centre de services familiaux, une garderie pour 42 enfants, un économat de taille moyenne, un échange de la marine et une clinique médicale navale. Les activités récréatives comprenaient un centre d'art et d'artisanat, un centre de loisirs automobiles et une bibliothèque de base. 

## Histoire ancienne
Le terrain fait partie d'une immense concession donnée à Jean-Baptiste Le Moyne de Bienville, fondateur de la Nouvelle-Orléans, en 1719 par la Compagnie du Mississippi. Le terrain a changé de mains à plusieurs reprises avant d'être acheté par le gouvernement des États-Unis en 1849 pour un projet de chantier naval. Le chantier naval n'a cependant pas été construit et le terrain a été loué pour l'agriculture. En mai de la même année, un terrain supplémentaire a été acheté par la Marine pour agrandir le site d'origine.

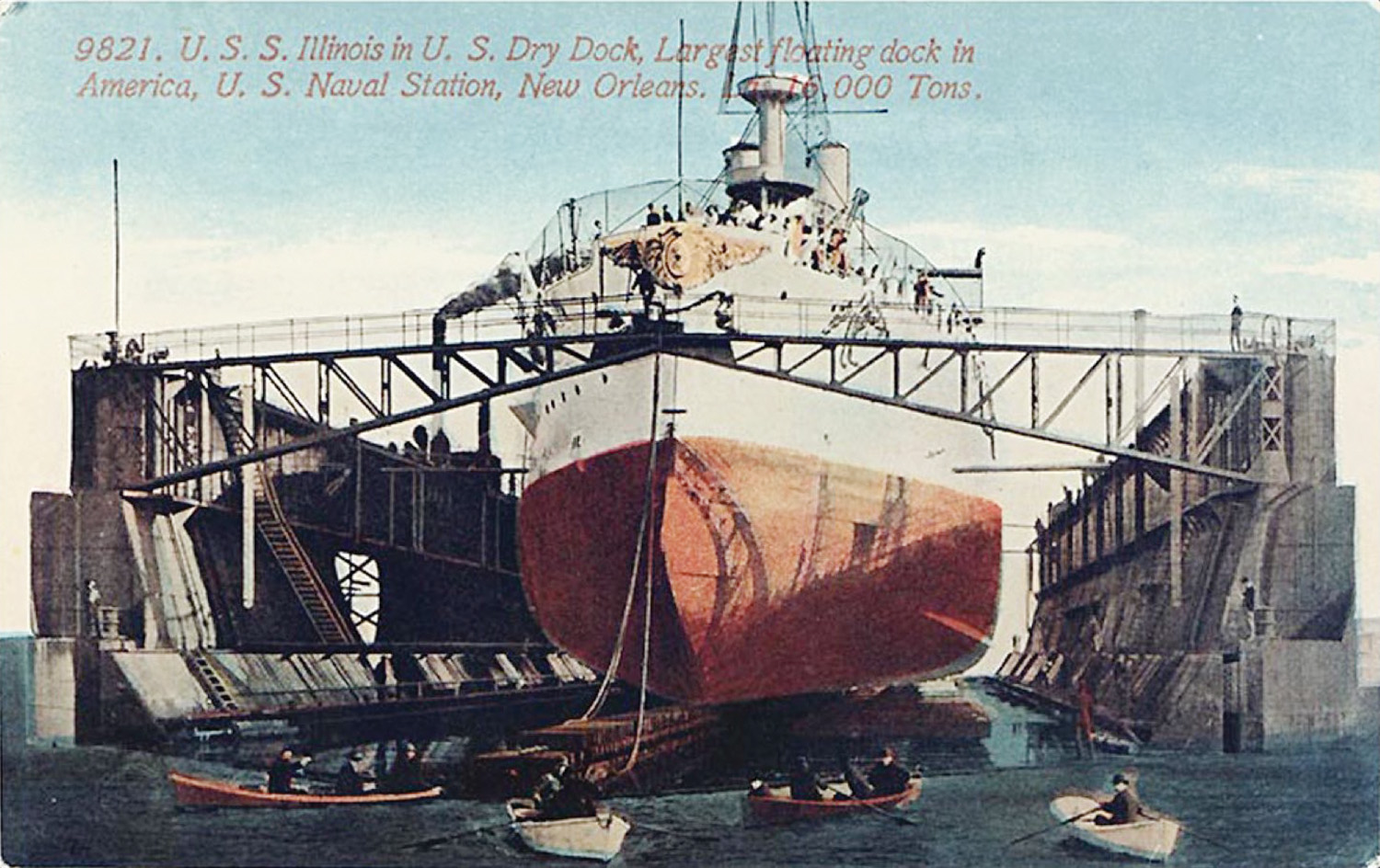
USS YFD-2 au NSA New Orleans

En novembre 1901, la cale sèche navale USS YFD-2 est arrivée et la station navale américaine a été officiellement établie. En 1902, le commandant du huitième district naval a reçu près de 4 millions de dollars pour les nouveaux bâtiments et les améliorations de la station. Une propriété supplémentaire a été obtenue en 1903, donnant à la Marine près de trois quarts de mile de façade fluviale précieuse.
Les bâtiments d'origine, dont certains sont encore debout, ont été achevés sur le site en 1903. Également situé sur le terrain se trouve le LeBeuf-Ott Country Retreat, construit en 1840. Aujourd'hui, cette maison est simplement connue sous le nom de Quarters "A" et est occupée par l'officier supérieur du drapeau naval de la région.
La station navale est restée ouverte jusqu'en septembre 1911. Après quatre ans d'inactivité, elle a été rouverte en 1915 en tant que chantier naval industriel pour la réparation des navires. La station a continué à fonctionner pleinement jusqu'en juin 1933, date à laquelle elle a été placée en état de maintenance. Pendant la Grande Dépression, la Louisiana Emergency Relief Administration et plus tard, la WPA, ont exploité le troisième plus grand camp transitoire aux États-Unis sur la base navale. Ouvert en mai 1934, le camp transitoire a abrité, travaillé et formé environ 25.000 hommes sans abri avant sa fermeture en mars 1936. En décembre 1939, la station a été réactivée et est finalement devenue une base pour accueillir le personnel naval de passage. En août 1940, la Marine transfère le YFD-2 à Pearl Harbor, où il est coulé lors de l'attaque de Pearl Harbor du 7 décembre 1941 alors qu'il met en cale sèche l'USS Shaw (DD-373).
En septembre 1944, la station a été désignée U.S. Naval Repair Base New Orleans (base de réparation navale américaine de la Nouvelle-Orléans). Cependant, à peine trois ans plus tard, elle a été désignée sous le nom de U.S. Naval Station New Orleans, un nom qu'elle a conservé jusqu'en janvier 1962, date à laquelle elle est devenue le quartier général de Support Activity New Orleans. Ce dernier nom est venu refléter le fait que le quartier général du huitième district naval était à bord de la station en tant que commandement de locataire le plus ancien.

## Première Guerre mondiale et Seconde Guerre mondiale
Situés sur la rive est du fleuve Mississippi se trouvent les trois plus grands bâtiments de l'activité de soutien naval. Les trois bâtiments géants qui s'élèvent sur six étages au-dessus de la rivière contiennent chacun plus de 46 450 m2 de surface au sol et abritent une grande partie des locataires de la base.
Les 120,000 m2 de terrain et les trois bâtiments ont une histoire qui a commencé en juin 1919, lorsque les bâtiments ont été construits pour le quartier-maître de l'armée américaine pour être utilisés comme dépôt logistique général pendant la Première Guerre mondiale. Ces bâtiments ont été partiellement utilisés par le Corps des quartiers-maîtres de l'armée américaine après leur achèvement jusqu'en février 1931.
Avec l'avènement de la Seconde Guerre mondiale, le bail a été annulé et l'installation est revenue à une utilisation complète par l'armée en tant que port d'embarquement de la Nouvelle-Orléans sous le United States Army Transportation Corps (en). En 1955, le terrain était connu sous le nom de New Orleans Army Terminal. En 1965, le nom a été changé pour la base militaire de la Nouvelle-Orléans.

## Maintenant

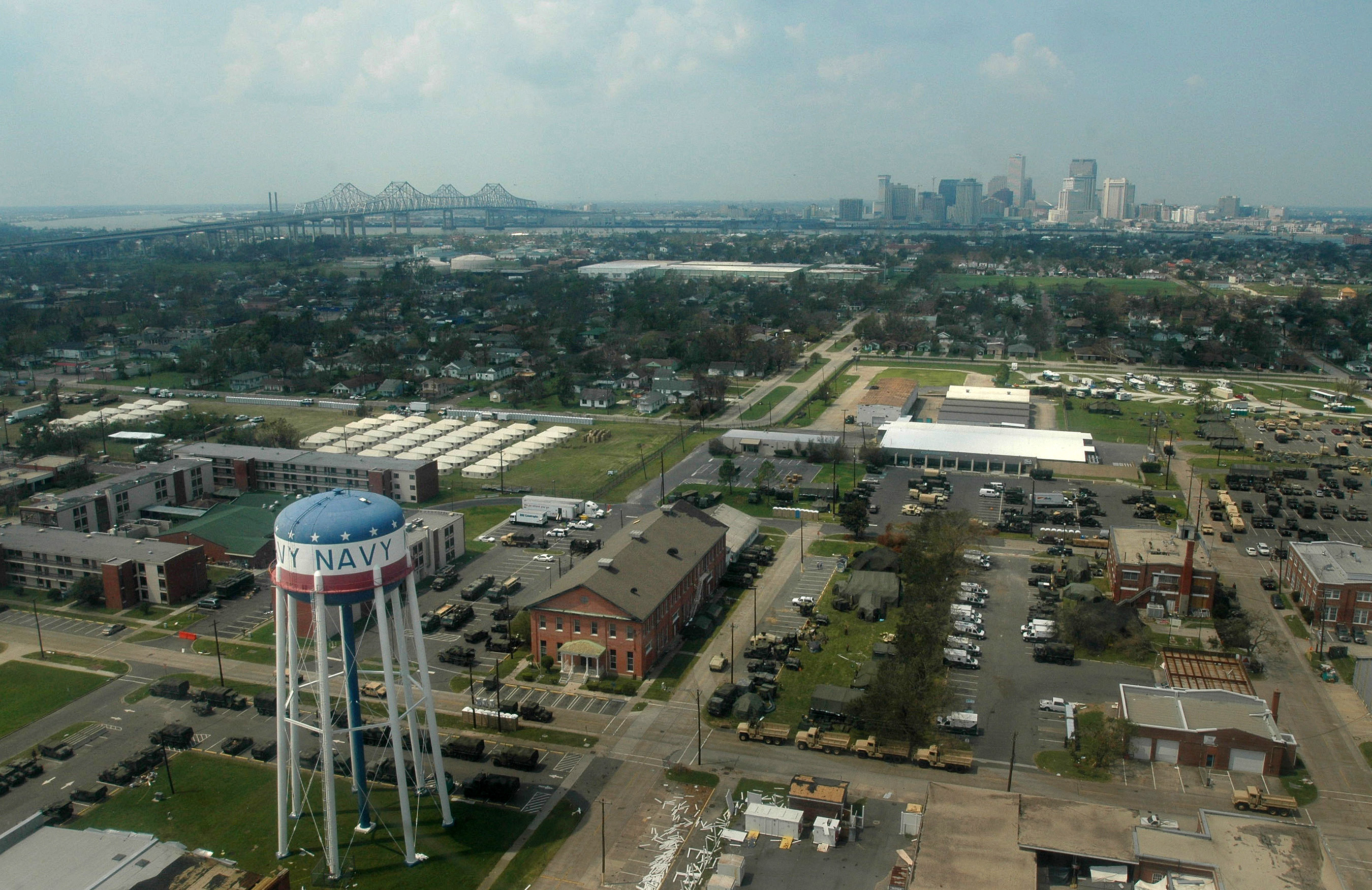
Vue aérienne d'une partie de la base

Il y avait une présence navale croissante dans le Mississippi Delta au milieu des années 1960. En juin 1966, la base militaire de la Nouvelle-Orléans est transférée à l'US Navy. Juillet 1966 a vu la suppression du quartier général, de l'activité de soutien et la création de l'activité de soutien naval de la Nouvelle-Orléans pour refléter l'évolution de la mission de la station. Avec ce changement de mission et de désignation, les deux côtés de la rivière ont commencé à servir d'activité de soutien naval pour la première fois.
Aujourd'hui, l'activité de soutien naval est l'hôte du quartier général de l'United States Marine Corps Reserve et d'une partie de ses forces de réserve de la marine, ainsi que d'environ 40 autres commandements desservant tous les aspects de la vie militaire. L'activité de soutien naval n'était pas incluse dans la liste des installations à fermer. La base a fermé comme prévu le 15 septembre 2011. Aujourd'hui, la ville fédérale de la Nouvelle-Orléans est un développement à vocation mixte. L'ancienne base abrite désormais plusieurs entreprises, dont la société de lancement maritime, Center-Lift et la société de logiciels d'entreprise, Maxwell Worthington.